# Gigides megalops
Gigides megalops är en fjärilsart som beskrevs av George Francis Hampson 1926. Gigides megalops ingår i släktet Gigides och familjen nattflyn. Inga underarter finns listade i Catalogue of Life.